# Datalan
Datalan, a.s. je slovenská společnost působící v odvětví informačních technologií.

## Historie
Společnost založili v roce 1990 jako společnost s ručením omezeným absolventi FEI STU v Bratislavě.
Od 1. května 2001 je Datalan akciovou společností, předsedou představenstva se stal Ing. Štefan Petergáč. V roce 2007 proběhla fúze se společností Ability Development SK a.s. Tím se Datalan stal jedním z největších producentů softwaru na Slovensku V roce 2009 Datalan získal firmu Euroaltis, a.s. a zařadil se mezi největší poskytovatele IT služeb pro samosprávy na Slovensku.
Firma organizuje Datalan IT Forum a Dětskou Univerzitu Komenského.

## Ocenění firmy
- 2003 – IT firma roku[5]
- 2010 – Zdravá firma roku[6]
- 2011 – Nejlepší řešení migrace na Microsoft platformu[7]
- 2013 – Nejlepší partner společnosti HP na Slovensku[8]
- 2014 – IBM Obchodní partner roku